# Європейські пенітенціарні правила
Європейські пенітенціарні правила — варіант Європейських мінімальних стандартних правил поводження з в'язнями, адаптований до сучасних пріоритетів і цінностей цивіліз. суспільства. Затверджені Комітетом міністрів Ради Європи 12.11 1987 і рекомендовані державам — членам РЄ для реалізації у своєму законодавстві й практ. діяльності. Правила не мають статусу норм міжнар. права, але визнаються на міжнар. рівні як такі, що утверджують прогресивне розуміння пенітенціарної системи як цілісної соціальної організації та механізму її служіння інтересам суспільства і держави.
Є. п. п. складаються з 5 частин. 

## Частина 1. «Основоположні принципи»
У ч. 1 визначаються засади розбудови цивіліз. пенітенціарної системи, зокрема: створення у місцях позбавлення волі умов тримання і моральної атмосфери, які б забезпечували поважання люд. гідності в'язнів; недопущення дискримінації на будь-яких підставах; визнання метою виправного впливу збереження здоров'я засуджених та їхньої гідності, сприяння формуванню у них почуття відповідальності й навичок, які допомагатимуть реінтеграції їх у сусп. життя; підконтрольність пенітенц. установ спеціаліз. контролюючим органам; захист прав в'язнів представниками судів або ін. органів, які не належать до пенітенц. адміністрації.

## Частина 2. «Управління пенітенціарними установами»
У ч. 2  визначено порядок прийому і реєстрації в'язнів; їх розподіл і класифікацію; умови розміщення і проживання; питання особистої гігієни, харчування, мед. обслуговування, дисципліни і стягнень, засобів стримання; порядок надання інформації і подання скарг, реліг. і моральної підтримки, зберігання речей в'язнів, повідомлення про смерть, хворобу, переведення до ін. установи.

## Частина 3.«Персонал пенітенціарних установ»
Вимоги до комплектування персоналу потрібною кількістю спеціалістів (психіатрів, психологів, соціальних працівників, учителів, інструкторів з професійно-тех. навчання, фізкультури і спорту), до їх спец. фахової підготовки, необхідних знань. 

## Частина 4. «Цілі і режими тримання в місцях позбавлення волі»
У ч. 4 містяться норми, що визначають доцільність пенітенц. діяльності, зокрема: забезпечення умов життя в'язнів, сумісних з люд. гідністю і прийнятими в сусп-ві нормами; зведення до мінімуму негат. наслідків ув'язнення і різниці між життям у в'язниці та на волі з тим, щоб ув'язнений не втратив почуття самоповаги та особистої відповідальності; підтримання і зміцнення зв'язків з родичами та громадськістю в інтересах в'язнів та їхніх сімей; надання можливості в'язням розвивати свої здібності, набувати навичок, які допоможуть їм успішно включитися у сусп. життя після звільнення; умови труд, діяльності в'язнів, їх навчання, заняття фізкультурою і спортом; процедуру підготовки до звільнення.

## Частина 5. «Додаткові правила для спеціальних категорій в'язнів»
У ч. 5 ідеться про особливості організації роботи з в'язнями, які перебувають під судом або слідством, засуджені за цив. правопорушення, страждають на душевні та психічні захворювання. Україна як член Ради Європи визнає Є. п. п. і прагне до їх реалізації у нац. правовій системі та пенітенц. практиці.